# Heinrich Boller
Pour les articles homonymes, voir Boller.
Heinrich Boller, dit Hanggi Boller, (né le 2 décembre 1921 et mort le 3 juillet 2007) est un joueur suisse de hockey sur glace qui évoluait au poste de défenseur.

## Biographie
Il joue en club avec les ZSC Lions de 1940 à 1949 puis avec les GCK Lions de Zurich de 1950 à 1959. Il est champion de Suisse en 1949 et remporte la Coupe Spengler en 1949.
Il honore 55 sélections avec l'équipe de Suisse et remporte la médaille de bronze lors du tournoi olympique de 1948 à Saint-Moritz.
Après sa carrière de joueur, il devient entraîneur. En particulier, il est entraîneur-joueur de l'équipe de Suisse entre 1953 et 1958.

## Source
- (de) Nécrologie